# Porzana fluminea
Porzana fluminea е вид птица от семейство Rallidae.

## Разпространение
Видът е разпространен в Австралия.